# Tony Binetti
Anthony Michael  Binetti, más conocido como Tony Binetti  (nacido el 8 de agosto de 1983 en Renton, Washington) es un exjugador de baloncesto estadounidense. Con 1.83 metros de estatura, jugaba en la posición de base.

## Trayectoria
- Fortitudo Bologna (2005-2006)
- Castelletto Ticino (2006-2007)
- Club Baloncesto Rosalía de Castro (2007-2008)
- Pallacanestro Cantú (2008-2009)
- New Basket Brindisi (2009)
- Dinamo Sassari (2009-2010)
- Veroli Basket (2010-2011)
- Dinamo Sassari (2011-2013)